# Diplycosia rupicola
Diplycosia rupicola är en ljungväxtart som beskrevs av Herman Otto Sleumer. Diplycosia rupicola ingår i släktet Diplycosia och familjen ljungväxter. Inga underarter finns listade i Catalogue of Life.